# The Justified World Tour
 (avril 2014).
Si vous disposez d'ouvrages ou d'articles de référence ou si vous connaissez des sites web de qualité traitant du thème abordé ici, merci de compléter l'article en donnant les références utiles à sa vérifiabilité et en les liant à la section « Notes et références ».
The Justified World Tour est la première tournée de concerts du chanteur américain Justin Timberlake, qui a eu lieu en 2003/2004.